# Rõuma
Rõuma is een plaats in de Estlandse gemeente Lääne-Nigula, provincie Läänemaa. De plaats heeft de status van dorp (Estisch: küla).
Tot in oktober 2013 viel Rõuma onder de gemeente Risti. In die maand werd Risti bij de fusiegemeente Lääne-Nigula gevoegd.

## Bevolking
Het dorp had 54 inwoners op 31 december 2011 en 50 inwoners op 31 december 2021.

## Geschiedenis
De vlek Risti wordt vrijwel compleet omsloten door Rõuma. Het dorp is ontstaan door samenvoeging van een noordelijk en een zuidelijk dorp, die Rõuma I en II genoemd werden. De samenvoeging vond plaats bij de gemeentelijke herindeling van 1977. Bij dezelfde herindeling werd een deel van het nieuwe dorp afgesplitst en samengevoegd met Kuke. Dat dorp kreeg de naam Rehemäe. In 2018 werd het oude Kuke weer hersteld. Rehemäe behield het deel dat vroeger van Rõuma was.